# Michal Sadílek
Michal Sadílek (Uherské Hradiště, 31 maggio 1999) è un calciatore ceco, centrocampista dello Slavia Praga e della Nazionale ceca.

## Caratteristiche tecniche
Mezzala sinistra abile nel recuperare palloni e dettare i tempi alla manovra, può essere impiegato anche da regista. Viene paragonato a Marco Verratti, al quale lui stesso dice di ispirarsi.

## Carriera

### Club
Cresciuto nel settore giovanile dello Slovácko, nel 2015 è stato acquistato dal PSV che lo ha inserito nel proprio settore giovanile. Ha esordito in prima squadra il 26 settembre 2018 disputando l'incontro di KNVB beker vinto 4-0 contro l'Excelsior Maassluis.

### Nazionale
Convocato per gli europei nel 2021 dalla nazionale maggiore, il 4 giugno dello stesso anno esordisce con la selezione ceca in occasione dell'amichevole persa 4-0 contro l'Italia rilevando Vladimir Darida nel finale.

## Statistiche
Statistiche aggiornate al 20 gennaio 2019.

### Presenze e reti nei club
| Stagione        | Squadra         | Campionato      | Campionato | Campionato | Coppe nazionali | Coppe nazionali | Coppe nazionali | Coppe continentali | Coppe continentali | Coppe continentali | Altre coppe | Altre coppe | Altre coppe | Totale | Totale | Totale |
| Stagione        | Squadra         | Comp            | Pres       | Reti       | Comp            | Pres            | Reti            | Comp               | Pres               | Reti               | Comp        | Pres        | Reti        | Pres   | Reti   |        |
| --------------- | --------------- | --------------- | ---------- | ---------- | --------------- | --------------- | --------------- | ------------------ | ------------------ | ------------------ | ----------- | ----------- | ----------- | ------ | ------ | ------ |
| 2016-2017       | Jong PSV        | 1D              | 2          | 0          |                 | -               | -               |                    | -                  | -                  |             | -           | -           | 2      | 0      |        |
| 2017-2018       | Jong PSV        | 1D              | 2          | 0          |                 | -               | -               |                    | -                  | -                  |             | -           | -           | 2      | 0      |        |
| 2018-2019       | Jong PSV        | 1D              | 4          | 0          |                 | -               | -               |                    | -                  | -                  |             | -           | -           | 4      | 0      |        |
| 2018-2019       | PSV             | ED              | 3          | 1          | CO              | 1               | 0               | UCL                | 1                  | 0                  | SO          | 0           | 0           | 5      | 1      |        |
| Totale carriera | Totale carriera | Totale carriera | 11         | 1          |                 | 1               | 0               |                    | 1                  | 0                  |             | 0           | 0           | 13     | 1      |        |